# Pamina Sebastião
Pamina Sebastião (Luanda, 31 de enero de 1988) es una persona no binaria de Angola que se dedica al artivismo visual multidisciplinar. Su premiada obra involucra escritura, audiovisual, fotografía y collage desde una perspectiva decolonial y socioimaginativa. Además de artista, Pamina tiene formación en derecho y una maestría en Derecho Internacional y Relaciones Internacionales.

## Biografía
Pamina Sebastião tenía formación en derecho, pero reestructuró su carrera para priorizar la vida sobre el trabajo, rechazando el sistema capitalista.

### Movimiento social
Cofundó el colectivo feminista LBTIQ llamado Archivo de Identidad Angoleña (en portugués: Arquivo de Identidade Angolano - AIA). Además, junto con Jaliya The Bird, cofundó WikiLuanda, un colectivo de edición de Wikipedia. Formó parte del grupo feminista Ondjango y del proyecto LINKAGES.

### Investigación artística
Su investigación aporta reflexiones colectivas sobre el trauma colonial y el camino hacia la descolonización como una forma no sólo de desmantelar el cuerpo como sitio de inscripción, sino también de proponer nuevos lugares de cuidado. Se explora así la construcción de un imaginario en el que son posibles otras formas de existencia corpórea.
En 2022, junto a Jamil Parasol, fundó el Centro Rompe en el barrio de Chicala II, en Luanda. Rompe es un centro artístico gratuito donde se imparten talleres y se forma nuevas generaciones de artistas con una perspectiva social.

### Premios
Recibió el Premio del Fondo Príncipe Claus por su trabajo en materia de justicia racial, equidad de género y expresión queer, dentro de las disciplinas de investigación artística, performance y artes visuales.

## Vida personal
Sebastião utiliza los pronombres elu y delu.